# Fête-Dieu
La Fête-Dieu, dite aussi Corpus Domini ou Corpus Christi, aujourd'hui appelée par l'Église catholique romaine Solennité du Saint-Sacrement du Corps et du Sang du Christ (en latin : Sollemnitas Sanctissimi Corporis et Sanguinis Christi), est une fête religieuse essentiellement catholique romaine et parfois anglicane célébrée le jeudi qui suit la fête de la Sainte Trinité, c'est-à-dire soixante jours après Pâques, ou le dimanche d'après dans certains pays comme la France (en vertu d'un indult papal). Cette fête célèbre la présence réelle de Jésus-Christ dans le sacrement de l'Eucharistie, c'est-à-dire sous les espèces (apparences sensibles) du pain et du vin consacrés au cours du sacrifice eucharistique (messe).
Les origines de la fête du Corps et du Sang du Christ remontent au XIIIe siècle. L'élévation de l'hostie, lors de la messe, manifestait déjà le désir de contempler le Saint-Sacrement. Mais l'impulsion décisive en vue d'une fête particulière fut donnée par sainte Julienne de Cornillon et la bienheureuse Ève de Liège. D'abord instituée en 1246 et célébrée dans le diocèse de Liège (principauté de Liège), cette fête fut universalisée le 8 septembre 1264 par le pape Urbain IV avec sa bulle Transiturus de hoc mundo donnée à Orvieto, alors siège apostolique.
La fête du Saint-Sacrement est un jour férié dans certains pays de tradition catholique (Portugal, Monaco, Croatie, Pologne, Brésil, Colombie, Autriche, Saint-Marin, länder catholiques d'Allemagne, cantons suisses catholiques, par exemple). En vertu d'une dérogation prévue par les livres liturgiques dont l'application relève de l'autorité des évêques et des conférences épiscopales des pays concernés, elle est reportée au dimanche qui suit la fête de la Trinité dans les pays où elle n'est pas inscrite au nombre des jours fériés (Belgique, France, Italie - depuis 1977, etc.).
Pendant la procession, l'officiant (prêtre ou évêque) porte l’Eucharistie dans un ostensoir au milieu des rues et des places qui sont souvent richement pavoisées de draperies et de guirlandes et d'autels personnels, familiaux, devant l'entrée des maisons. Le Saint-Sacrement et l'officiant qui le porte sont abrités sous un dais porté par quatre à huit notables ou clercs. On marche habituellement sur des tapis de pétales de roses parsemant l'itinéraire, aux chants des cantiques et des fanfares.

## Origine

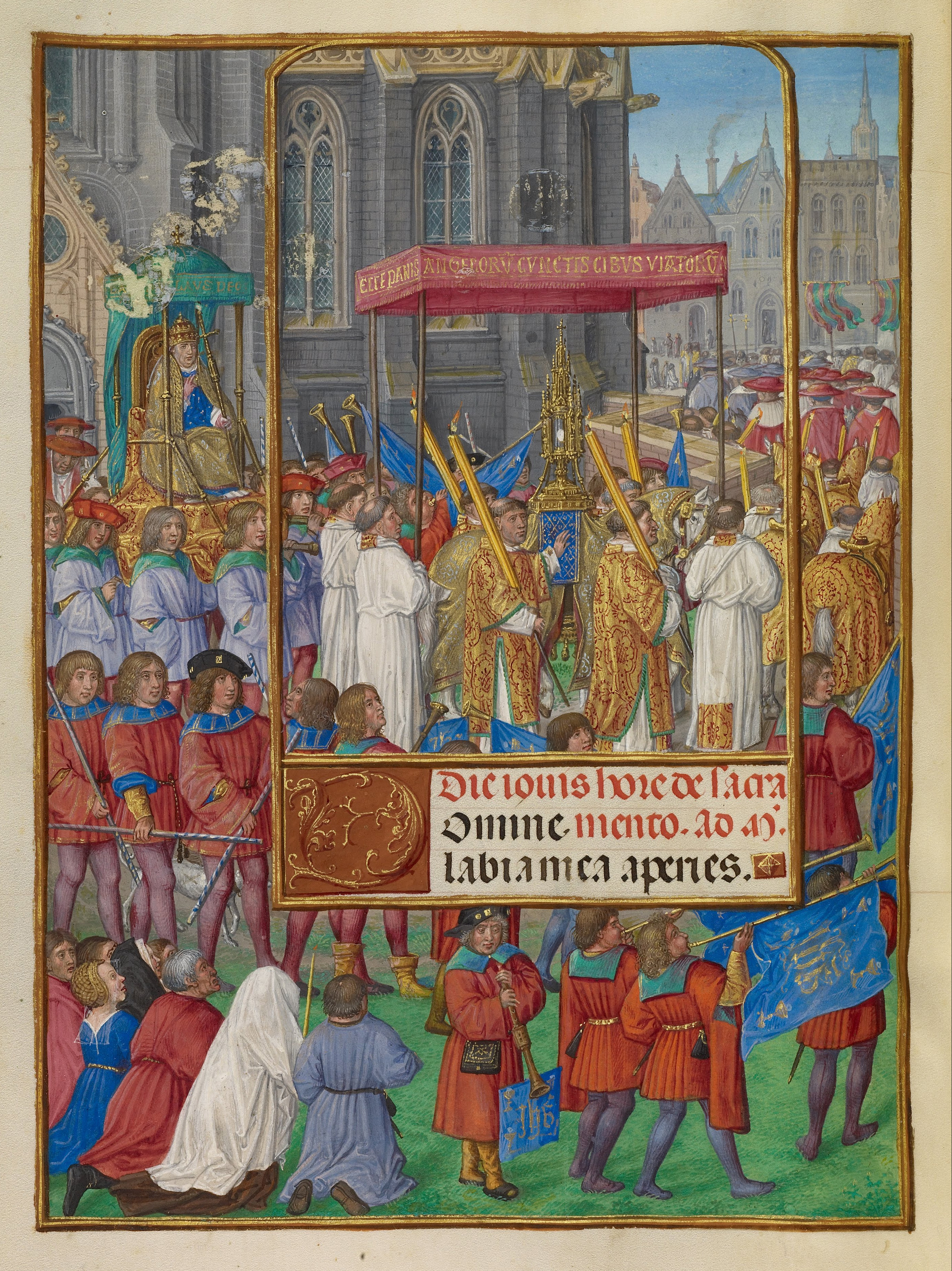
Maître de Jacques IV d'Écosse, Procession for Corpus Christi, enluminure v. 1515, Getty Center.

L'histoire de la solennité s'inscrit dans le sillage du débat théologique suscité par la polémique de Bérenger de Tours, qui niait la présence réelle du Christ dans l'Eucharistie. Dans la bulle Transiturus qui institua la Fête-Dieu, le pape Urbain IV écrit : « Il est juste, pour confondre la folie de certains hérétiques, qu'on rappelle la Présence du Christ dans le très Saint-Sacrement ».
L'évolution de la théologie sacramentelle et son développement dans les écoles des XIIe et XIIIe siècles fut décisive. Le facteur déterminant qui a permis la solennité de la Fête-Dieu a surtout été l'évolution de la religiosité populaire, grâce au développement de la prédication. Ce réveil s'accompagnait d'un désir de contempler l'hostie consacrée pendant la messe : c'est à Paris, vers 1200, que l'existence de ce rite de l'« élévation », au moment de la consécration, est attestée pour la première fois.

### Personnalités duXIIIesiècleen lien avec l'Eucharistie
Le XIIIe siècle est une période féconde pour l'Église avec les figures de Julienne de Cornillon, de François d'Assise et Claire d'Assise et de Thomas d'Aquin.
- François d'Assise

La foi de François d'Assise dans le Corps et le Sang du Seigneur apparaît dans sa Lettre aux fidèles. François rappelle, en une sorte de credo, l’essentiel du mystère de Jésus : la place centrale et récapitulative de l’Eucharistie : « Cette Parole du Père, si digne, si sainte et si glorieuse, le Père très haut l’envoya du ciel […] Lui qui fut riche par-dessus tout, il voulut lui-même dans le monde, avec la très bienheureuse Vierge, sa mère, choisir la pauvreté. Et près de la passion, il célébra la Pâque avec ses disciples et, prenant le pain, il rendit grâces et le bénit et le rompit en disant : Prenez et mangez, ceci est mon corps  (Math. 26, 26). » Ici, l’Eucharistie se situe à la charnière entre les deux temps forts du mystère du Christ : sa venue dans le dépouillement de l’incarnation et son chemin pascal de remise totale entre les mains du Père. Pour François, incarnation rédemptrice, conversion de vie et réception de l’Eucharistie sont trois réalités imbriquées.
- Claire d'Assise

Claire d'Assise († 1253), dans une iconographie répandue à partir du XVIIe siècle, est souvent représentée, l'ostensoir à la main, par allusion au fait que, déjà très malade, elle se prosternait, soutenue par deux sœurs, devant le ciboire d'argent contenant l'hostie, placé devant la porte du réfectoire, face aux troupes sarrazines.
- Thomas d'Aquin

Thomas d'Aquin († 1274) se distingua par son amour de l’Eucharistie, qu'il célébrait chaque jour après avoir servi la messe d'un de ses confrères. Quand il célébrait l’Eucharistie, des larmes coulaient sur ses joues. Il fut chargé par le pape Urbain IV de rédiger le texte de l'office et de la messe de la solennité promulguée en 1264 par la bulle Transiturus. Les manuscrits autographes font défaut, et le texte de la première composition réalisée en 1264 a disparu. Son office, qui est actuellement en usage, fut peut-être élaboré tardivement, et il semble que la version définitive ait été fixée après le concile de Trente.

### Prémices à Liège

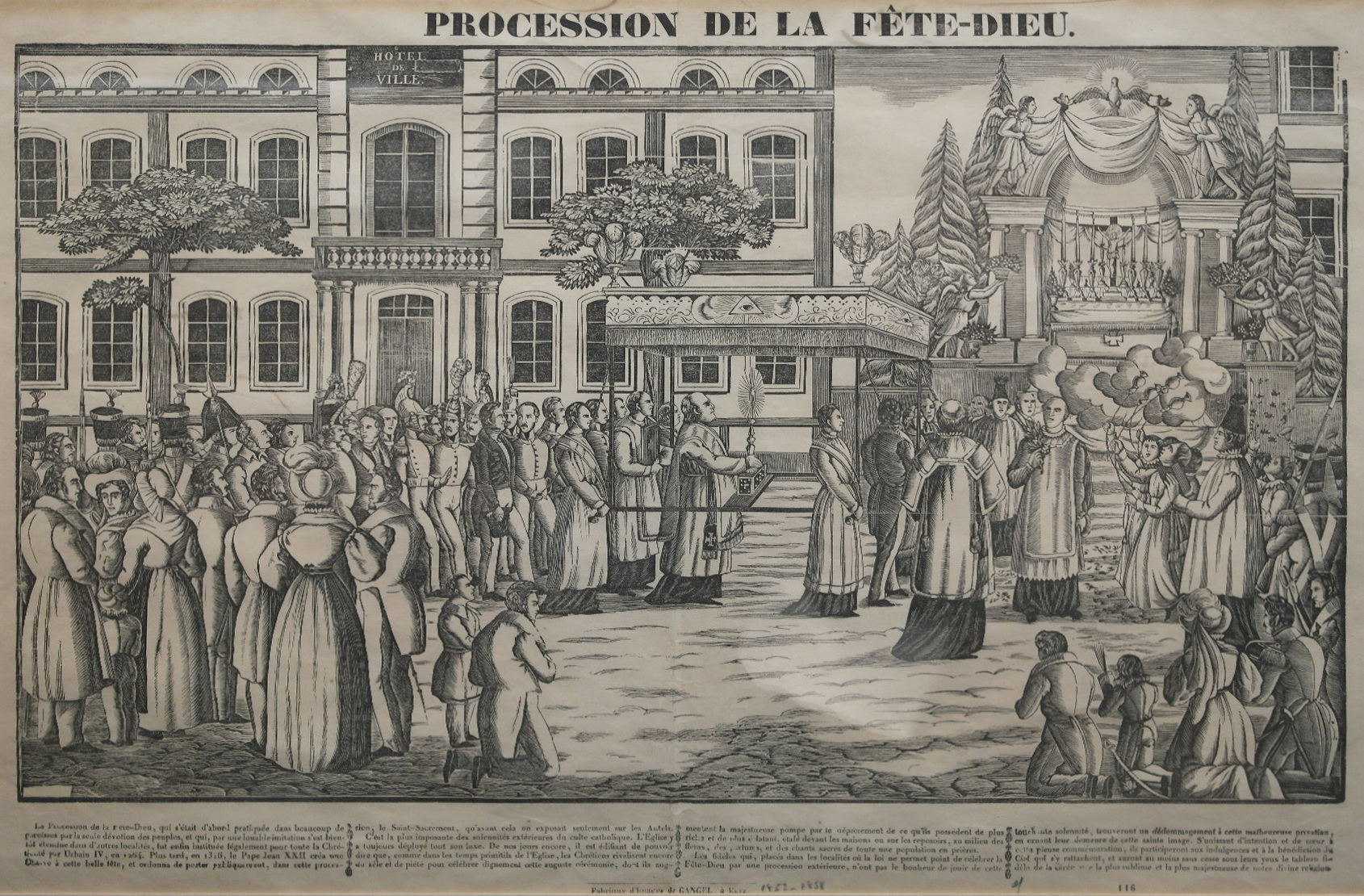
Gravure d'un cortège de Fête-Dieu imprimé à Metz en 1858, musée du Grand Curtius, Liège.

C'est en grande partie à Julienne de Cornillon que l'on doit la Fête-Dieu : à partir de 1209, elle eut de fréquentes visions mystiques. Une vision revint à plusieurs reprises, dans laquelle elle disait voir une lune échancrée, c'est-à-dire rayonnante mais incomplète, une bande noire la divisant en deux parties égales. À partir de cette période, elle œuvra pour l'établissement d'une fête solennelle en l'honneur du Saint Sacrement. Elle fut aidée pour cela par la bienheureuse Ève de Liège, recluse.

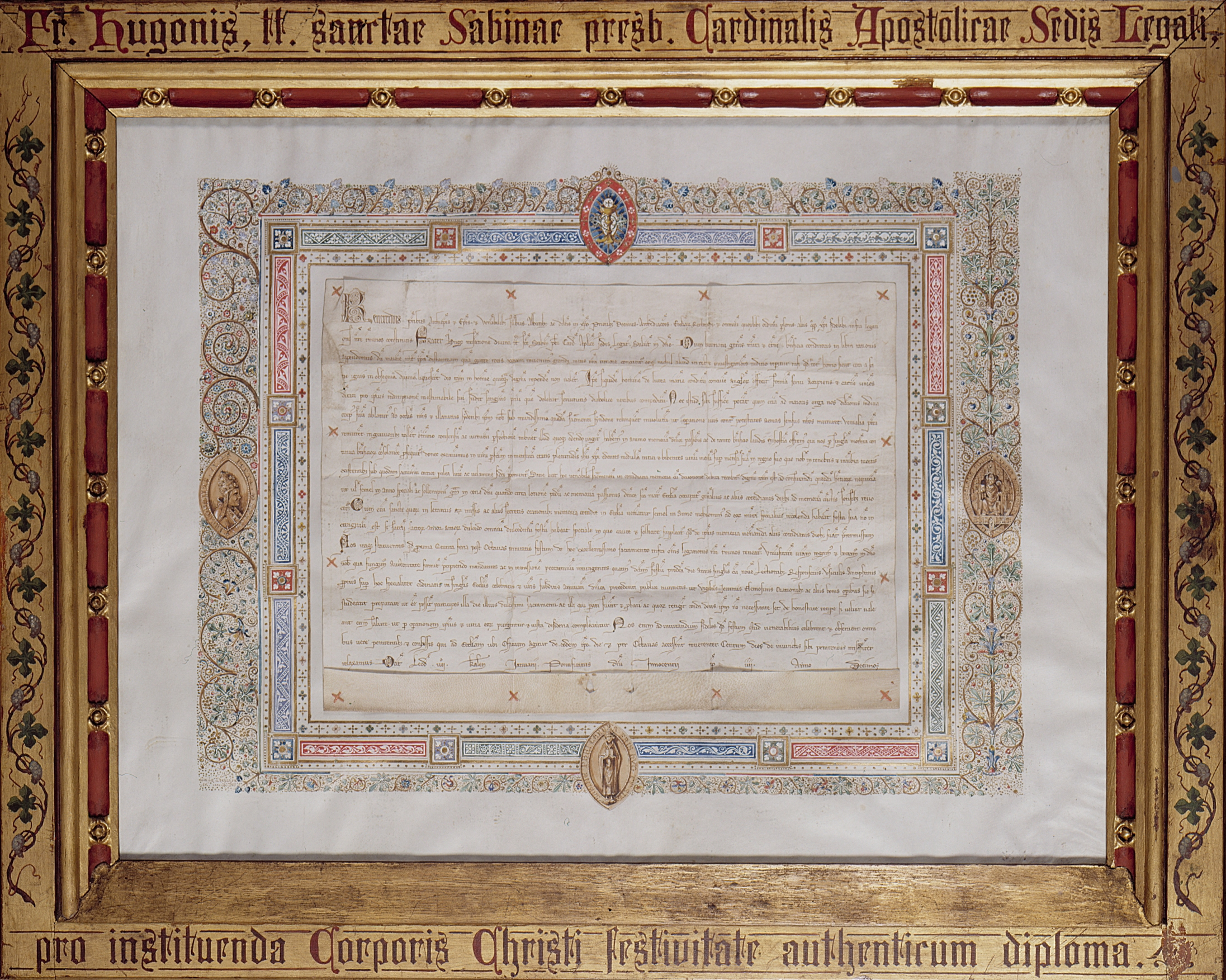
Certificat d'institution de la Fête-Dieu. Document sur parchemin, 29 décembre 1252. Musée du Grand Curtius, Liège.

En 1222, Julienne fut élue prieure du Mont-Cornillon et continua les démarches pour l'instauration de la Fête-Dieu, demandant conseil à plusieurs personnalités de l'époque, tels que Jean de Lausanne, chanoine de Saint Martin, Jacques Pantaléon, archidiacre de Liège et futur pape Urbain IV, Gui, évêque de Cambrai, et aussi des théologiens dominicains, dont Hugues de Saint-Cher.
La fête fut célébrée pour la première fois par le prince-évêque Robert de Thourotte. Tombé malade à Fosses, craignant de n'avoir pas le temps de confirmer la fête à sa principauté, il recommanda l'institution de la fête au clergé qui l'entourait et en fit célébrer l'office en sa présence, à Fosses même. Il y mourut le 16 octobre 1246 sans avoir pu tenir un synode général et y publier son mandement. Cependant, à partir de 1246, la Fête-Dieu fut célébrée dans le diocèse de Liège à la basilique Saint-Martin avant d'être instituée en 1252 par le légat pontifical Hugues de Saint-Cher et confirmé en 1254 par Pierre Caputius autre cardinal-légat du Saint-Siège.
Les bourgeois de Liège s'opposaient à la fête car cela signifiait un jour de jeûne en plus et certains religieux considéraient que telle fête ne méritait pas pareil budget. L'opposition à la fête devenant plus forte après 1246, Julienne dut quitter son couvent et passa de monastère en monastère. Elle trouva refuge dans plusieurs abbayes cisterciennes. Elle mourut le 5 avril 1258 à Fosses-la-Ville, entre Sambre et Meuse, et fut inhumée dans l'abbaye cistercienne de Villers-La-Ville.

## Instauration de la Fête-Dieu

### Miracle de Bolsena
L'approbation papale de la Fête-Dieu aurait beaucoup dû à un miracle eucharistique survenu à Bolsena au XIIIe siècle.

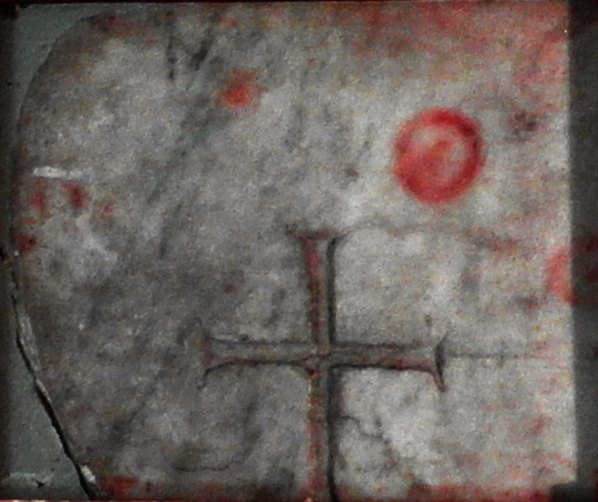
Dalle de marbre avec le sang du miracle, conservée dans la basilique Sainte-Christine de Bolsena.

Cette tradition est relatée par les fresques de la cathédrale d'Orvieto. En 1263, un prêtre de Bohême, Pierre de Prague, aurait fait un pèlerinage et éprouvé de grands doutes spirituels notamment sur la Présence réelle du Christ dans l’Eucharistie. Au cours d’une messe célébrée par ce prêtre, lors de la consécration, l’hostie aurait pris une couleur rosée et des gouttes de sang en tombèrent sur le corporal. Le prêtre interrompit la messe pour porter à la sacristie les saintes espèces. Le pape Urbain IV serait alors venu constater ce qui était survenu et aurait participé lui-même au transfert de l'hostie et du corporal de Bolsena jusqu'à la cathédrale d'Orvieto.

### Institution de la Fête-Dieu
Porté par la tradition de Liège et impressionné par le miracle eucharistique de Bolsena (1263), le pape Urbain IV, universalisa alors la fête du Corpus Christi, par la seconde édition, le 8 septembre 1264, de la bulle Transiturus (dont la première version datée du 11 août 1264 est destinée au patriarcat de Jérusalem).
Il la fixa au jeudi après l’octave de la Pentecôte et confia la rédaction des textes liturgiques à St. Thomas d'Aquin, lui aussi à Orvieto à St. Domenico.
La Fête-Dieu ne fut reçue dans toutes les églises latines qu'au temps de Clément V, à l'époque du concile de Vienne (1311-1312), où il renouvela la constitution d'Urbain IV.

## Développement et coutumes de la Fête-Dieu

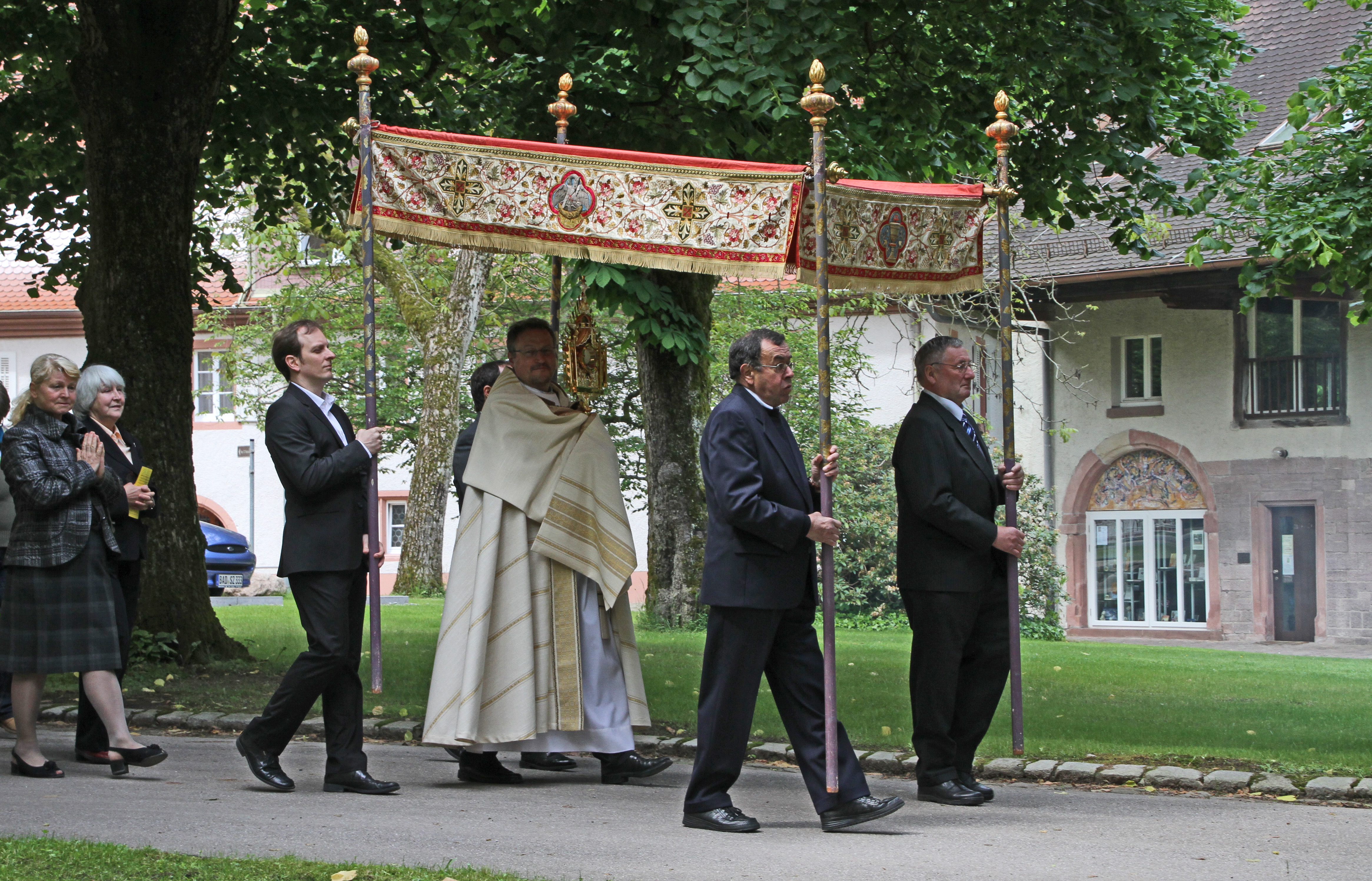
Procession de la Fête-Dieu à Baden-Baden, Allemagne

### Allemagne
La procession du Saint-Sacrement est attestée pour la première fois à Cologne, entre 1274 et 1279 : appelée Mülheimer Gottestracht, en tant que procession navale se produisant sur le Rhin. Cette dévotion se développa jusqu'au XVIIe siècle et continue encore aujourd’hui.

### Belgique
En faveur du 600e anniversaire célébré en 1846 à Liège, les autorités avaient demandé à Felix Mendelssohn de composer une cantate en polyphonie de la séquence Lauda Sion, qui fut jouée le jour de la Fête-Dieu à la basilique Saint-Martin.
Dix ans plus tard, le diocèse de Liège organisa diverses manifestations, dont un défilé de chars dans le quartier Saint-Laurent près de la basilique, puis un cortège fluvial sur la Meuse.

### France

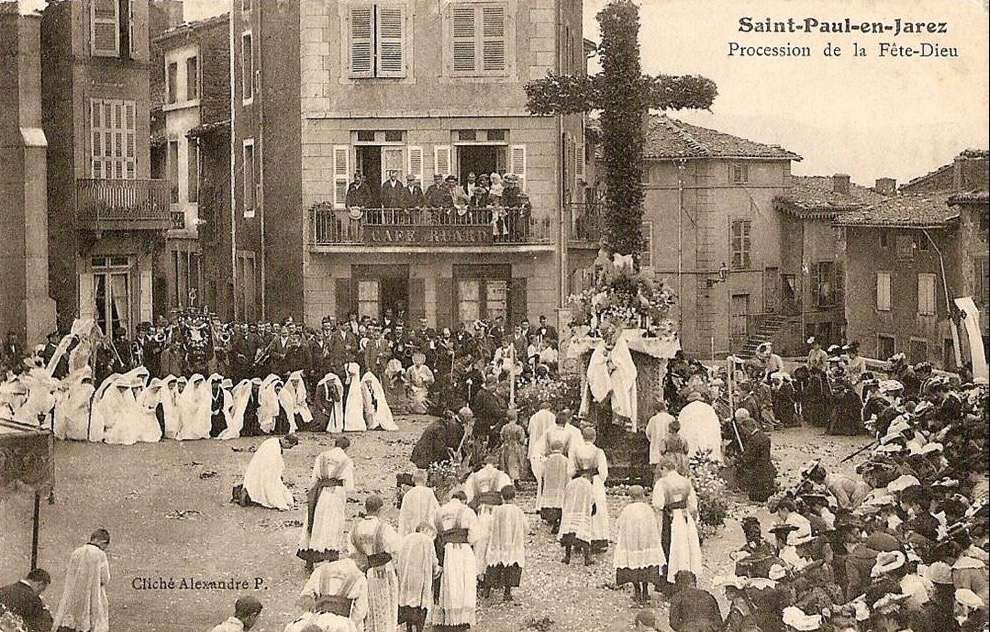
Procession de la Fête-Dieu à Saint-Paul-en-Jarez (Loire) au début du XX.

Cette fête était autrefois accompagnée en France de processions publiques où l'hostie était portée en grande pompe à travers les rues. Elles étaient entrecoupées de stations et de prières à des autels provisoires décorés, appelés reposoirs, disposés le long du parcours. À Angers, la procession qui s’appelait « sacre » comportait de grands théâtres portatifs en bois du nom de « torches » pour chaque corps de métier important. Ailleurs, les hommes constituent une « garde nationale » où se mélangent sapeurs, tambour-majors et autres soldats en armes. Les costumes, fabriqués par les couturières du village, sont éclatants de couleurs. La troupe défile en musique (alternativement chants des hommes, chants des femmes puis la batterie fanfare) jusqu'à l'église dans un ordre imposé. Dans le diocèse de Metz, les premières communiantes de l'année précédaient le cortège en lançant des pétales de fleurs; dans les Vosges, il était interdit de travailler dans les champs ce jour-là, dans le pays du Donon, les gens affluaient au Lac de la Maix ou une procession eucharistique faisait le tour du Lac.
La pratique des processions religieuses a subi deux déclins, après la Révolution française et au début du XXe siècle, mais a survécu dans certaines régions, notamment en Alsace. Le pape Jean-Paul II a relancé leur pratique en 1979 poursuivie par Benoît XVI. En 2007, environ 5 000 personnes se sont retrouvées à la cathédrale Notre-Dame de Paris pour une veillée de prière suivie d’une procession du Saint-Sacrement à Montmartre. Ainsi, les processions sont plus particulièrement solennisées à la capitale et dans quelques autres grandes villes, ainsi que dans de nombreux villages comme pour la Fête-Dieu d'Armendarits au Pays basque. La tradition des tapis de fleurs sur le parcours de la procession se perpétue notamment en Bretagne à Ouessant et en Alsace à Geispolsheim, tandis qu'à Chennevières-sur-Marne, la tradition est celle d'un long tapis de sciure vivement colorée devant le reposoir. Des draps sont parfois accrochés aux façades des maisons.

### Italie

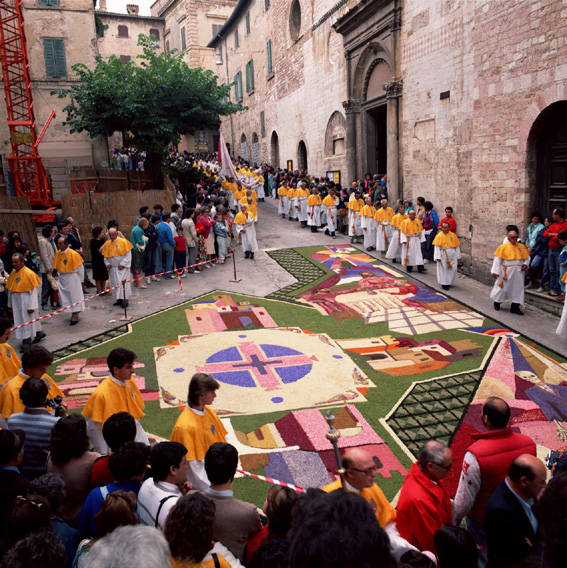
Tapis de fleurs et procession de la Fête-Dieu à Spello en Italie, le 9 juin 2006.

À Rome, c’est seulement à la fin du XVe siècle, pendant le pontificat de Nicolas V, que l’on commença à célébrer la fête par une procession de l'archibasilique Saint-Jean de Latran à la basilique Sainte-Marie-Majeure. Pourtant l’actuel tracé de la procession, le long de la via Merulana, ne fut praticable qu’à partir de 1575, date de la fin des travaux voulus par Grégoire XIII. La tradition s’est ensuite maintenue pendant trois siècles. Mais en 1870, année de la prise de Rome, l’usage est tombé dans l’oubli. C’est Jean-Paul II qui a relevé la tradition dès sa première année de pontificat, en 1979.
Les tapis de fleurs, en italien infiorata, qui décorent le trajet de la procession entre autres à Bolsena, Genzano di Roma et Spello, sont une tradition née à Rome dans la première moitié du XVIIe siècle et particulièrement répandue dans le Latium et en Ombrie.

### Suisse, canton de Fribourg
La Fête-Dieu est un événement social à Fribourg. Tous les corps constitués et les autorités civiles participent à la messe puis à la procession. Au centre du cortège formé de cinq groupes définis au préalable, l’évêque porte l’ostensoir, entouré par la Vénérable Confrérie du Très-Saint-Sacrement fondée en 1653 et formée de membres d’anciennes familles patriciennes, vêtus d’habits noirs et de gants blancs et armés d’une lanterne armoriée pour l’occasion ; 30 lanternes transmises de génération en génération défilent autour du dais. Les gardes suisses assurent la garde du Saint-Sacrement. Sur le parcours ont été édifiés des reposoirs où ont lieu les bénédictions. Des coups de canon marquent chaque étape, du début de la messe dans la cour du collège Saint-Michel jusqu’au 8e coup de canon qui clôt la célébration devant la cathédrale Saint-Nicolas.
Le plus ancien document connu relatif à la Fête-Dieu à Fribourg date de 1425. Sans renier ses origines, la procession change quelque peu durant la seconde partie du XXe siècle, sous l’influence de Vatican II, et de par l’évolution de la société fribourgeoise ; plus simple (les rangs des religieux se sont resserrés, les collégiens ne défilent plus, la procession s’arrête devant la cathédrale, les façades sont moins décorées.

La Fête-Dieu est un jour férié dans le canton, sauf pour les communes réformées du district du Lac. Toutes les paroisses catholiques organisent une messe et une procession où les premiers communiants, entre autres, défilent vêtus d’une aube.

Fête-Dieu 2023 à Fribourg, Suisse
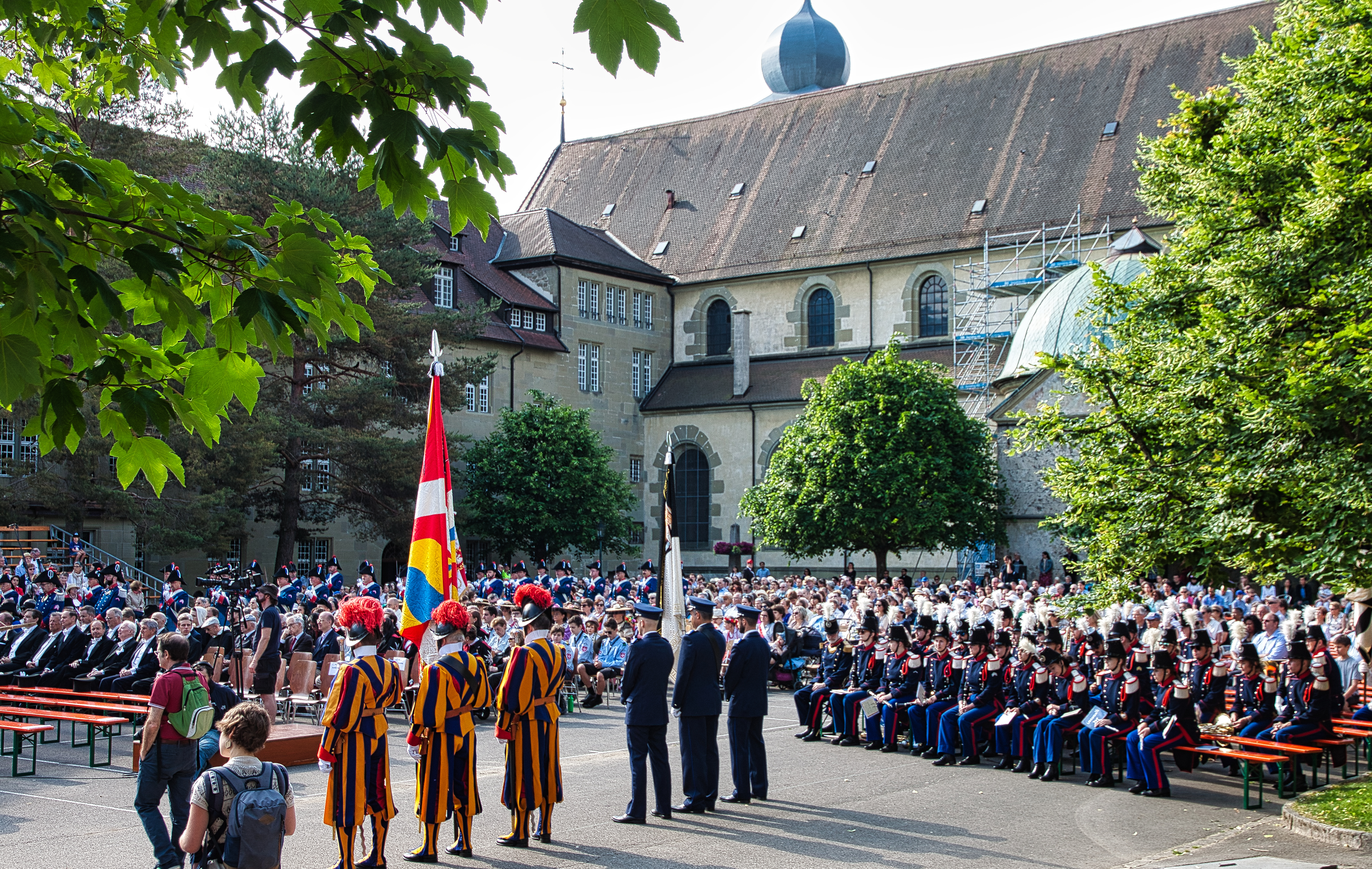
Messe de la Fête-Dieu en plein air
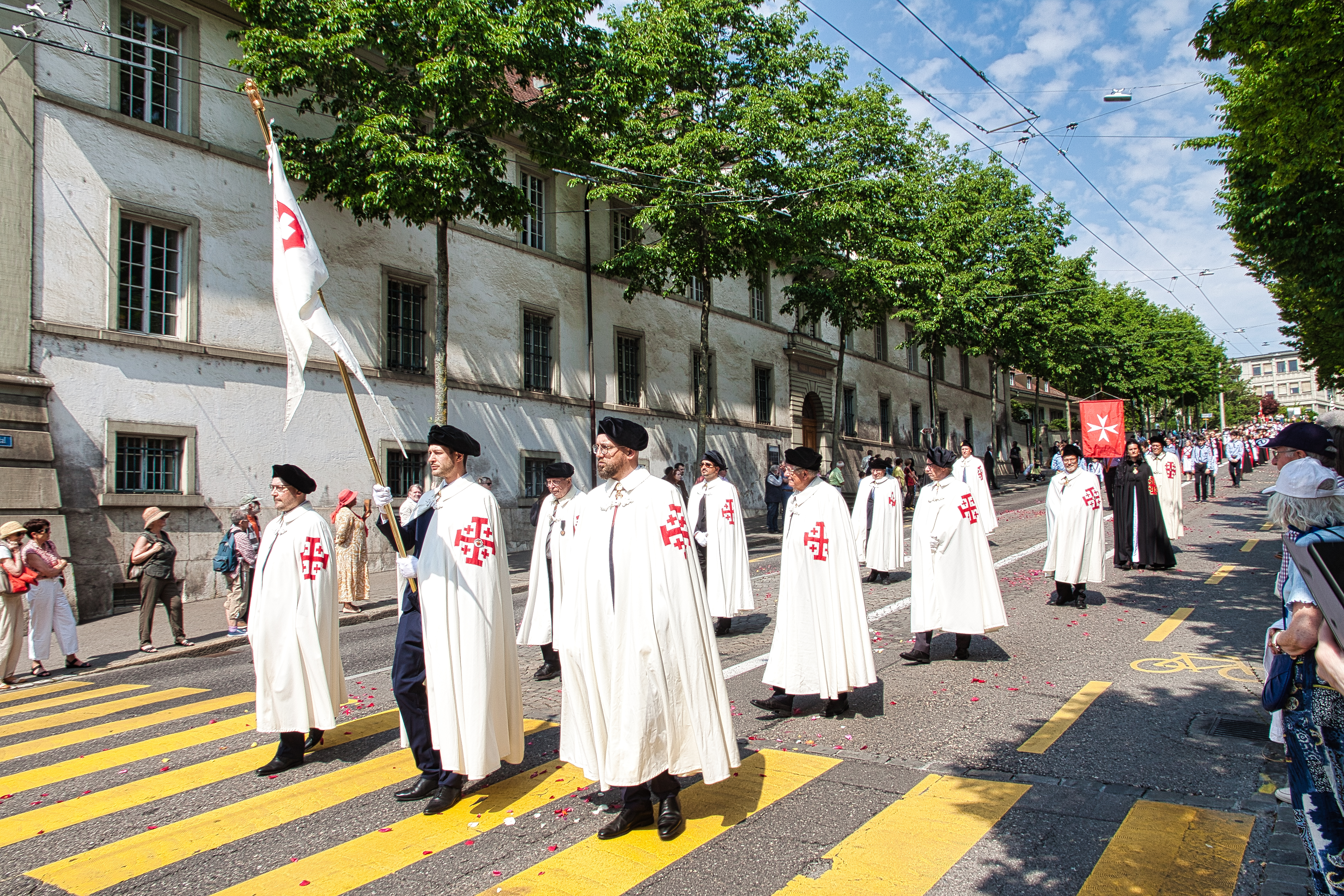
L'Ordre équestre du Saint-Sépulcre de Jérusalem
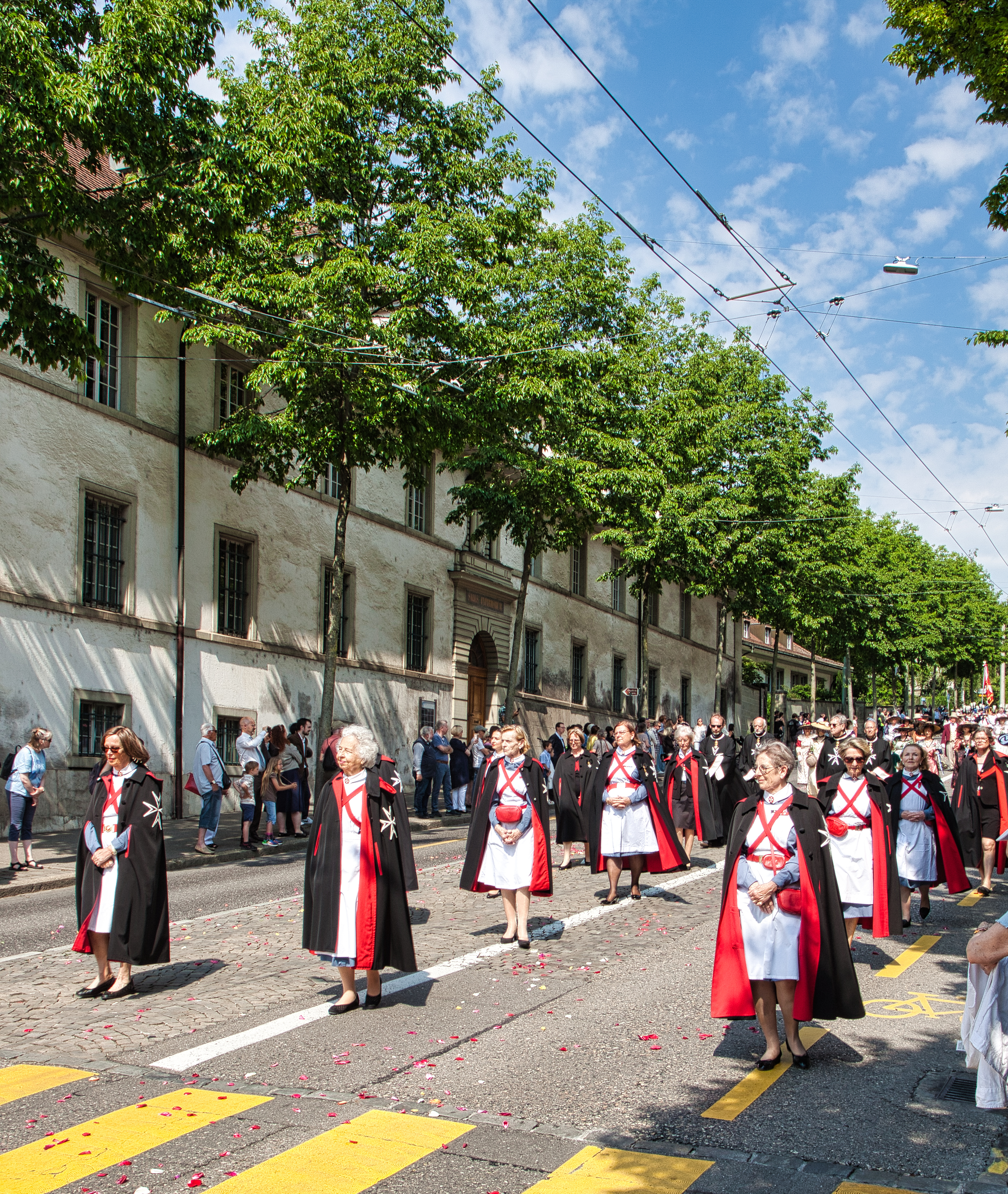
Service Hospitalier de Malte en Suisse
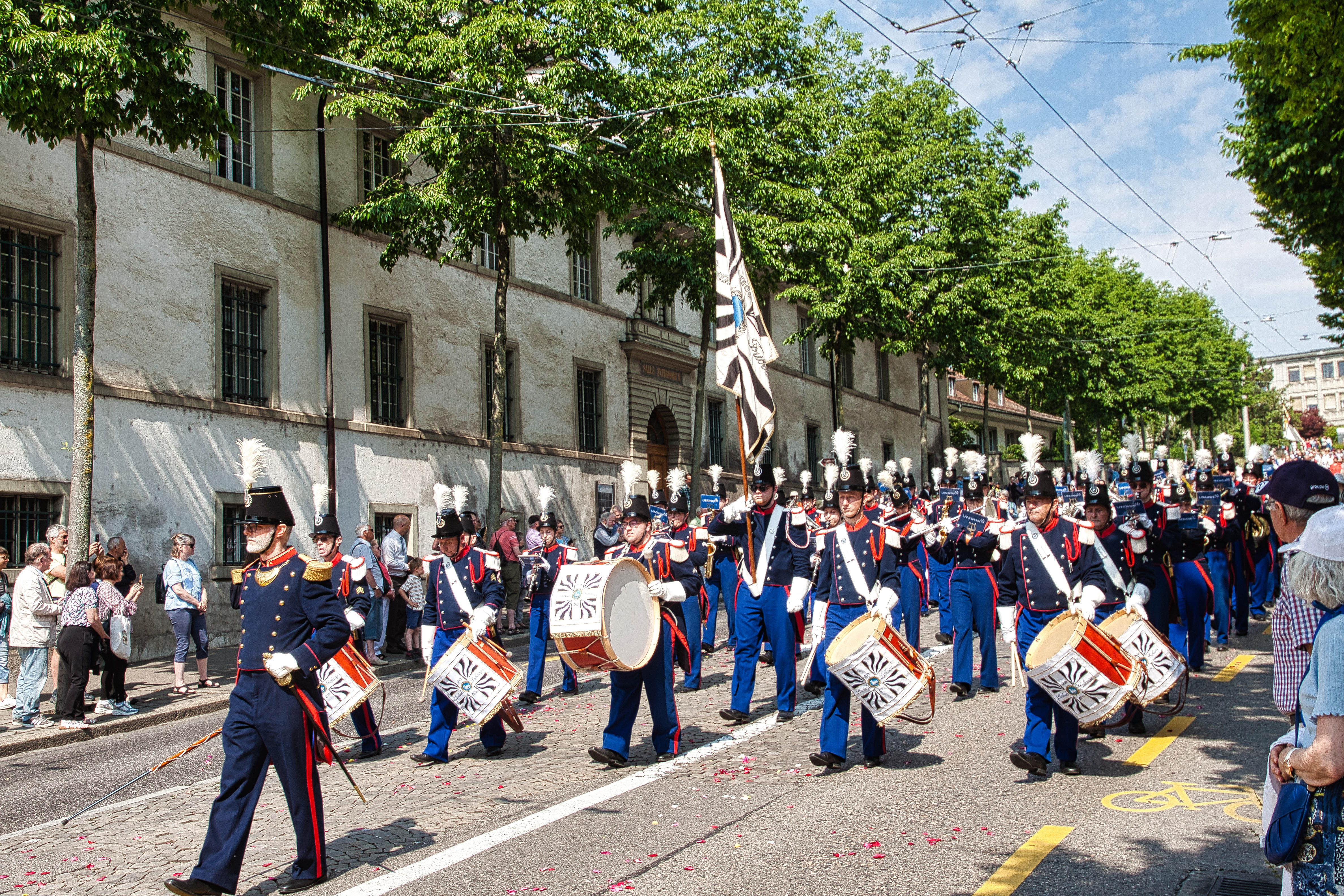
La Landwehr
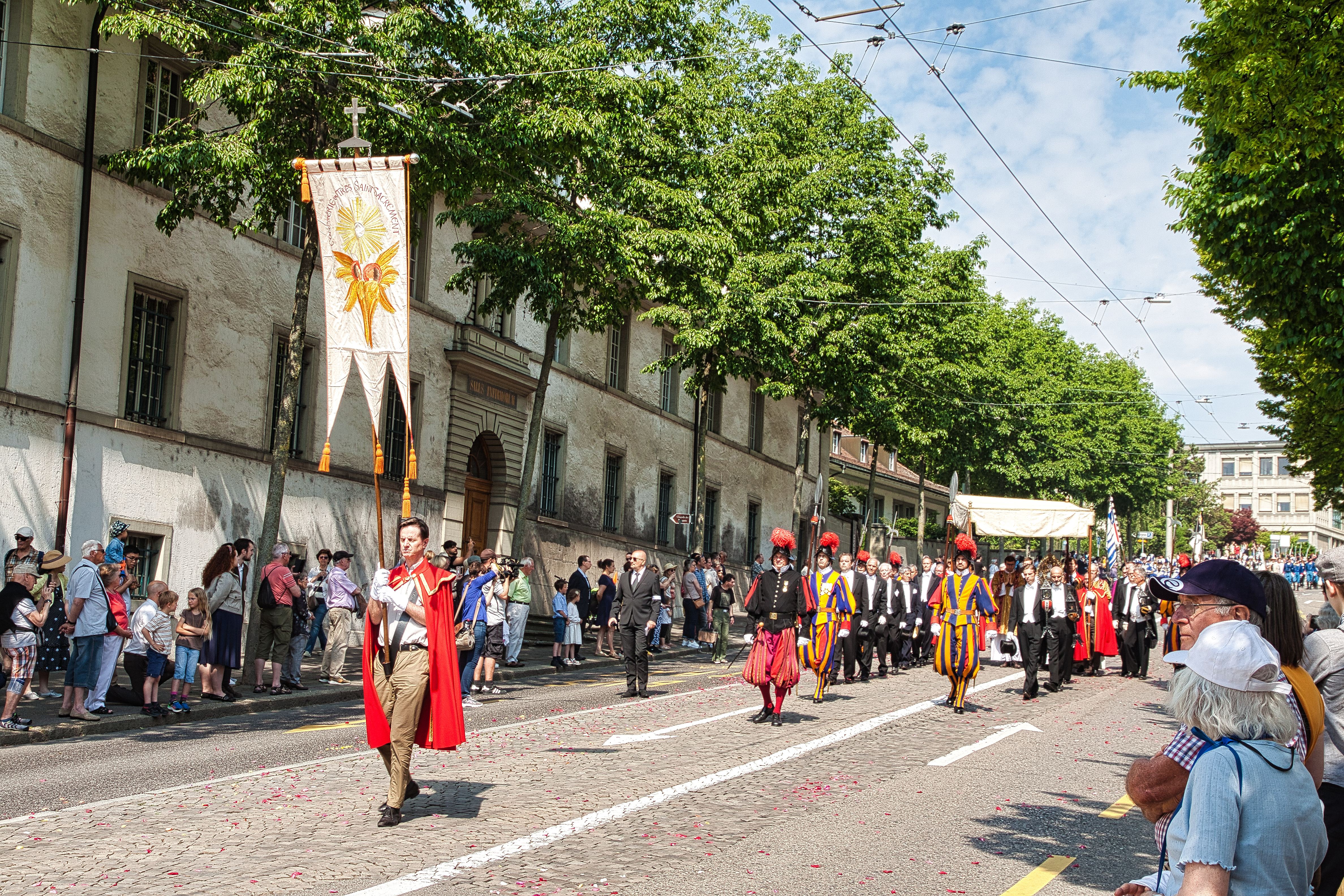
La Vénérable Confrérie du Très Saint-Sacrement
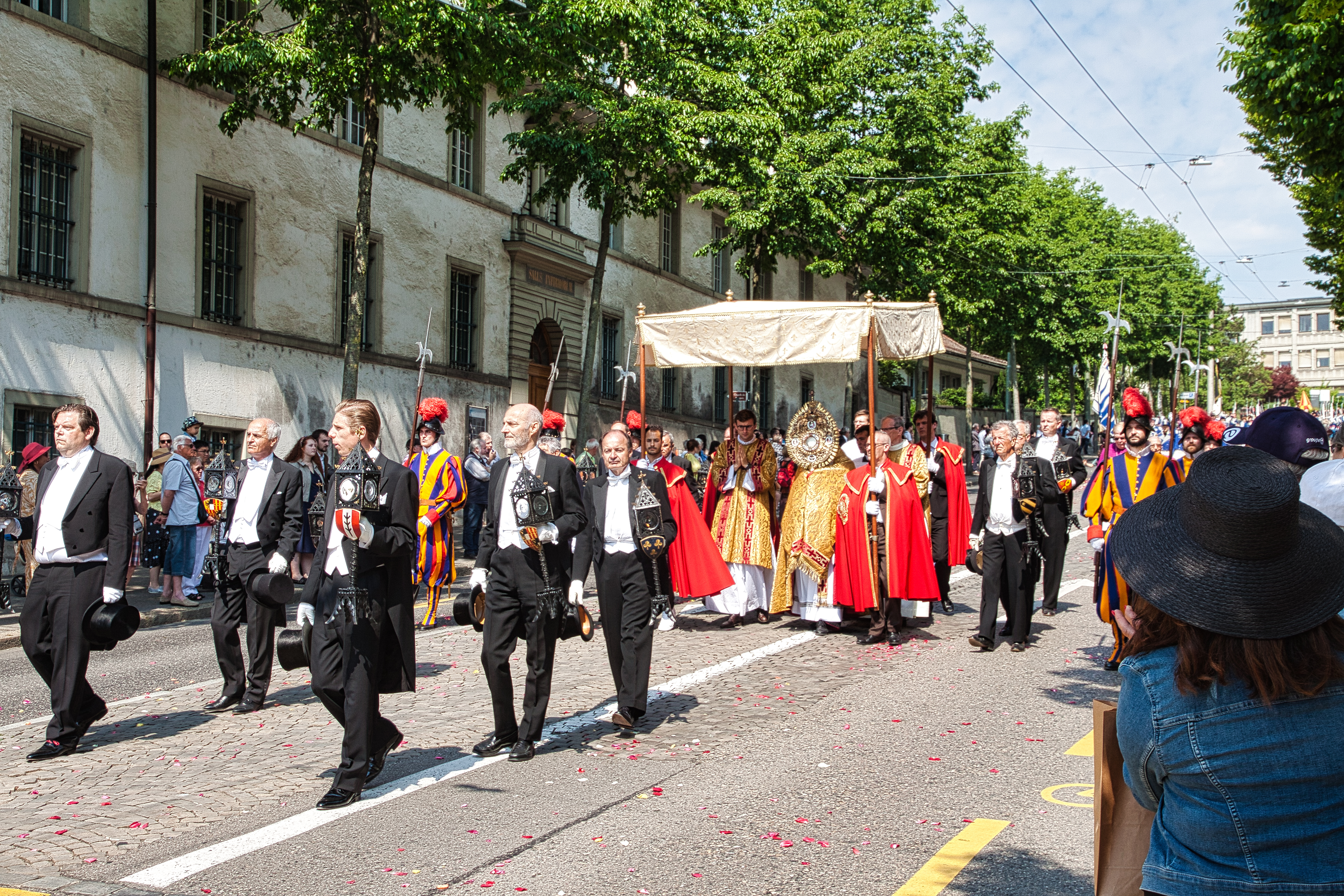
Le Très Saint-Sacrement accompagné par les concélébrants et la Garde suisse pontificale
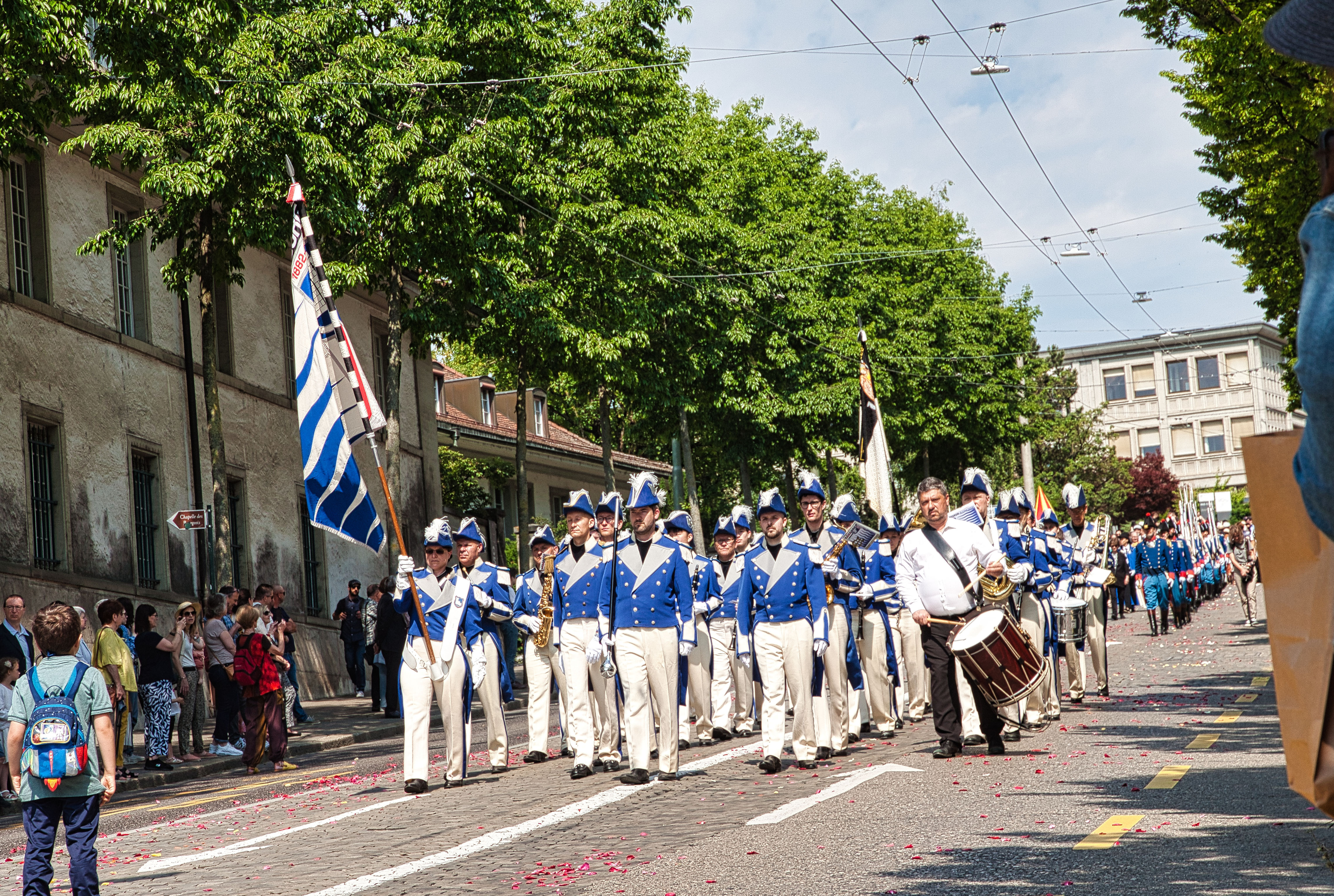
La Concordia
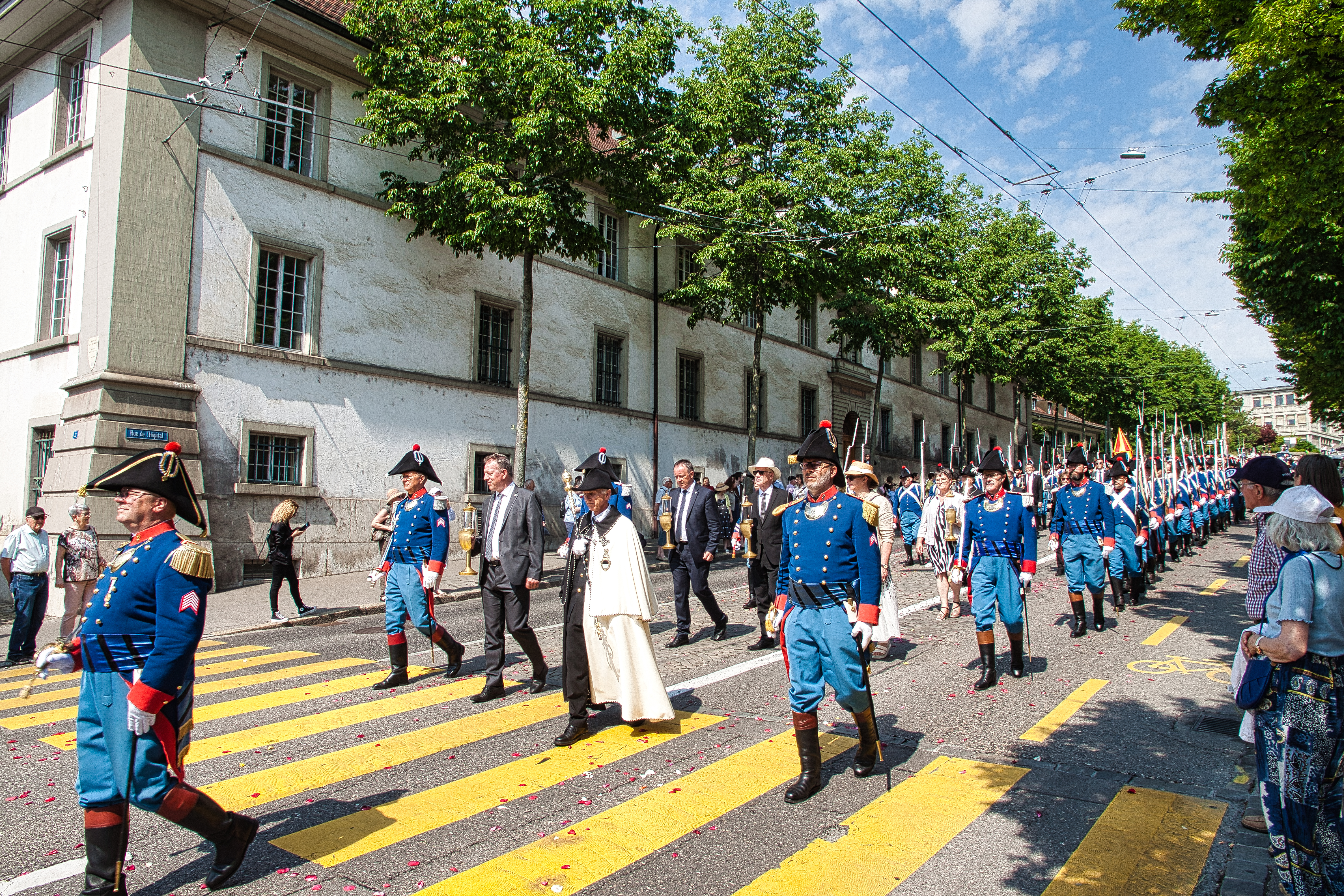
Le Corps des Grenadiers de Fribourg

### Espagne
Jusqu'au milieu du XVIIIe siècle, la fête du Corpus Christi pouvait être en Espagne l'occasion de représenter un type de pièce de théâtre appelé auto sacramental.

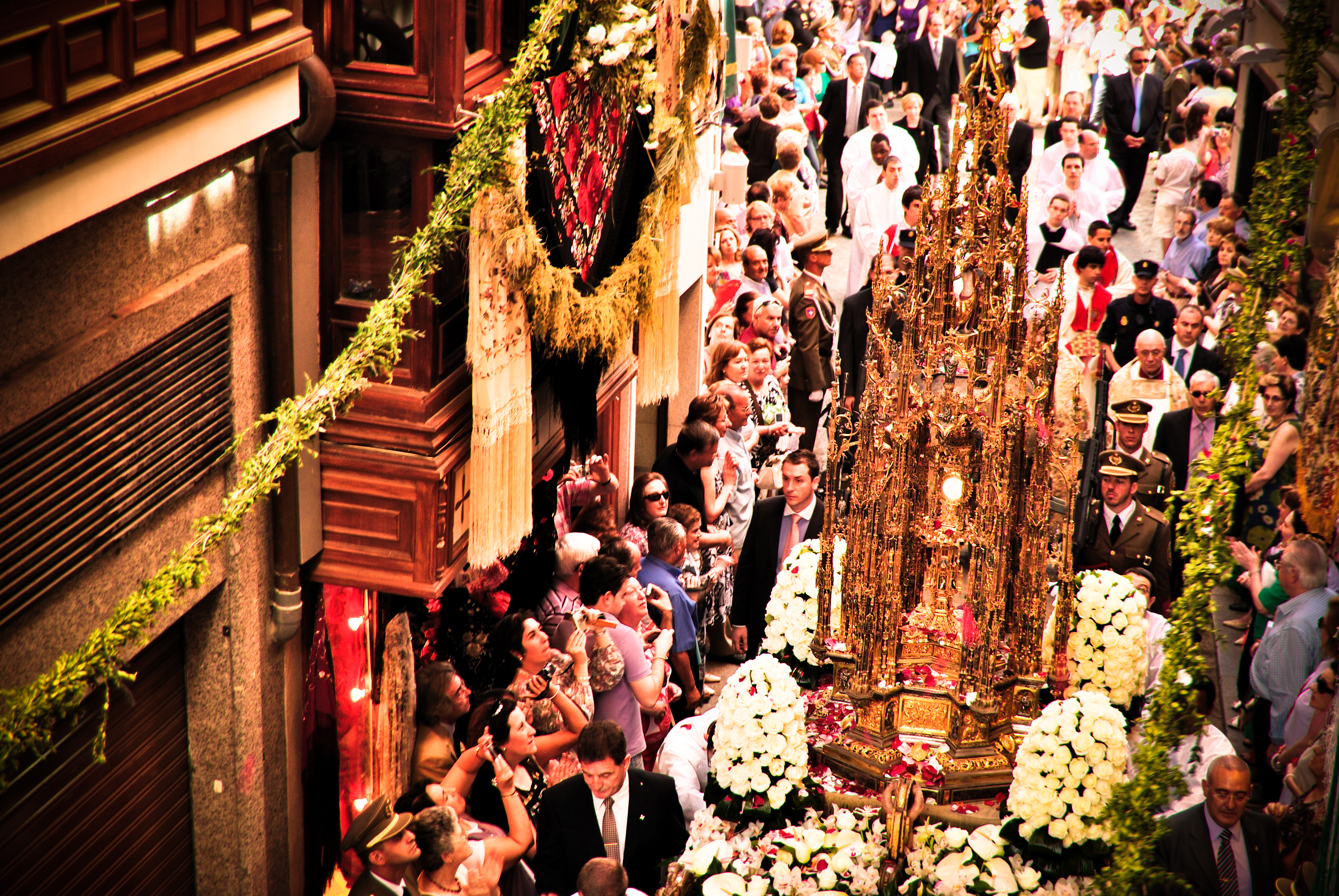
Corpus Christi, procession dans une rue de Tolède en 2010.

Depuis 1989, par accord entre le gouvernement espagnol et la conférence épiscopale, la fête du Corpus Christi a été déplacée au dimanche suivant (comme en France), de sorte que le jeudi reste un jour ouvrable. Bien que la solennité liturgique soit le dimanche, diverses localités célèbrent toujours la procession le jeudi traditionnellement, alors déclaré fête locale par leurs municipalités respectives. Celles de Tolède (avec aussi les Pêcheurs et Danseurs de Camuñas (es)) et des villes de Béjar (Salamanque) et de Ponteareas (Pontevedra) ont obtenu le titre de festivals d'intérêt touristique international.

### Panama
Présentées par le Panama, « les danses et expressions associées à la Fête-Dieu » sont sélectionnées sur la liste représentative du patrimoine culturel immatériel de l'humanité par l'UNESCO en décembre 2021.

### Pologne
Présentée par la Pologne, « la tradition des tapis de fleurs pour les processions de la Fête-Dieu » est sélectionnée sur la liste représentative du patrimoine culturel immatériel de l'humanité par l'UNESCO en décembre 2021.

## Date de la Fête-Dieu
La date de la Fête-Dieu est, dans l'Église catholique, le jeudi qui suit l'octave de la Pentecôte, c'est-à-dire le jeudi après la fête de la Trinité. Mais en France, depuis le Concordat de 1801, la Fête-Dieu est solennisée le dimanche suivant et non le jeudi pour la majorité des catholiques. Elle reste cependant attachée au jeudi suivant la Trinité chez les catholiques de la Petite Église. Elle est célébrée au plus tôt le 21 mai, et le 24 juin, jour de la Saint Jean, au plus tard.

## Galerie

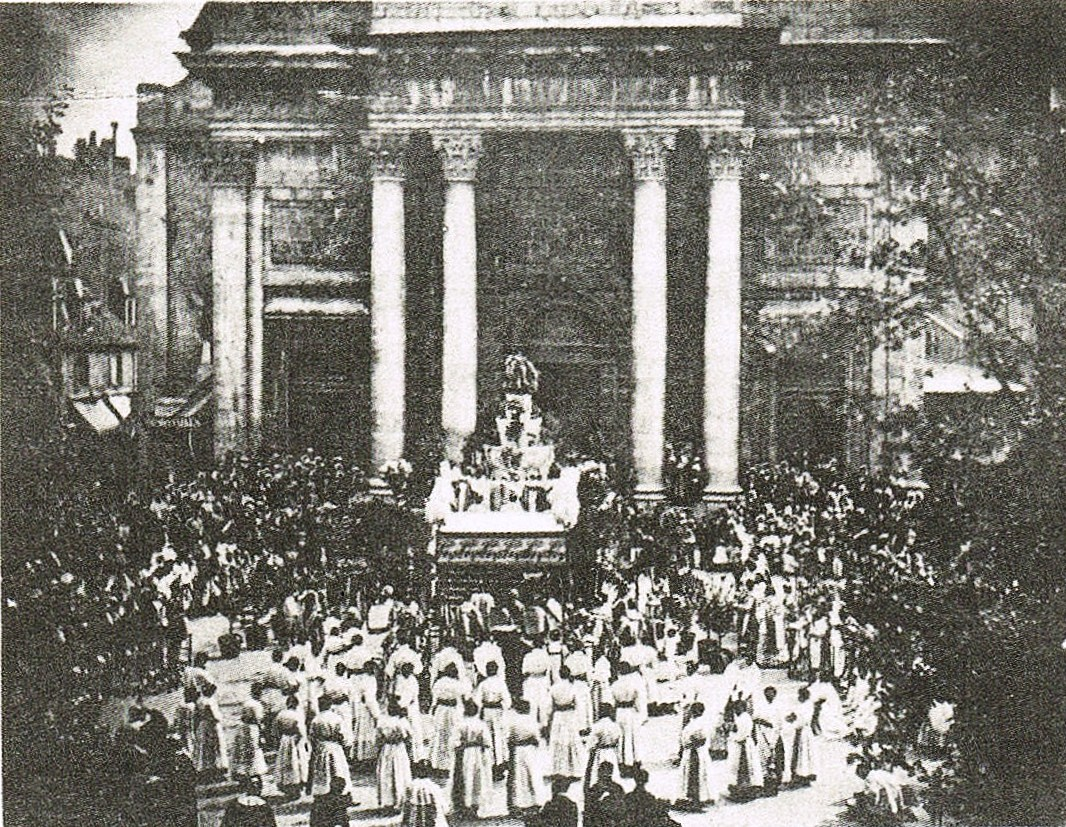
La procession de la Fête-Dieu devant l'église Saint-Pierre de Besançon en 1863.
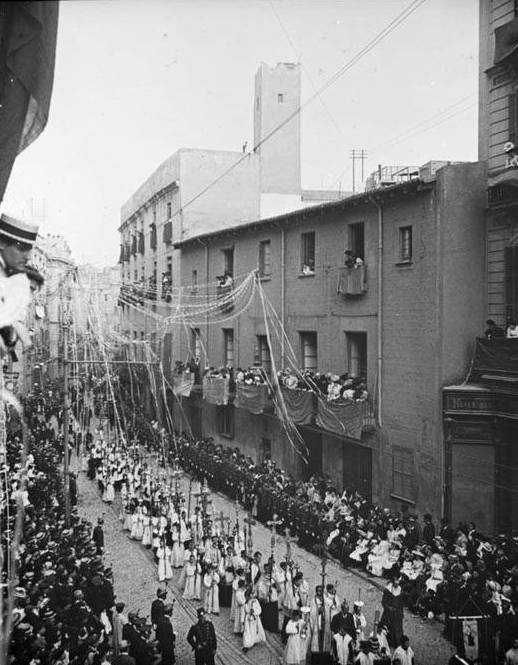
Joaquim Morello, La Procession de la Fête-Dieu place Santa Anna à Barcelone, 1900.
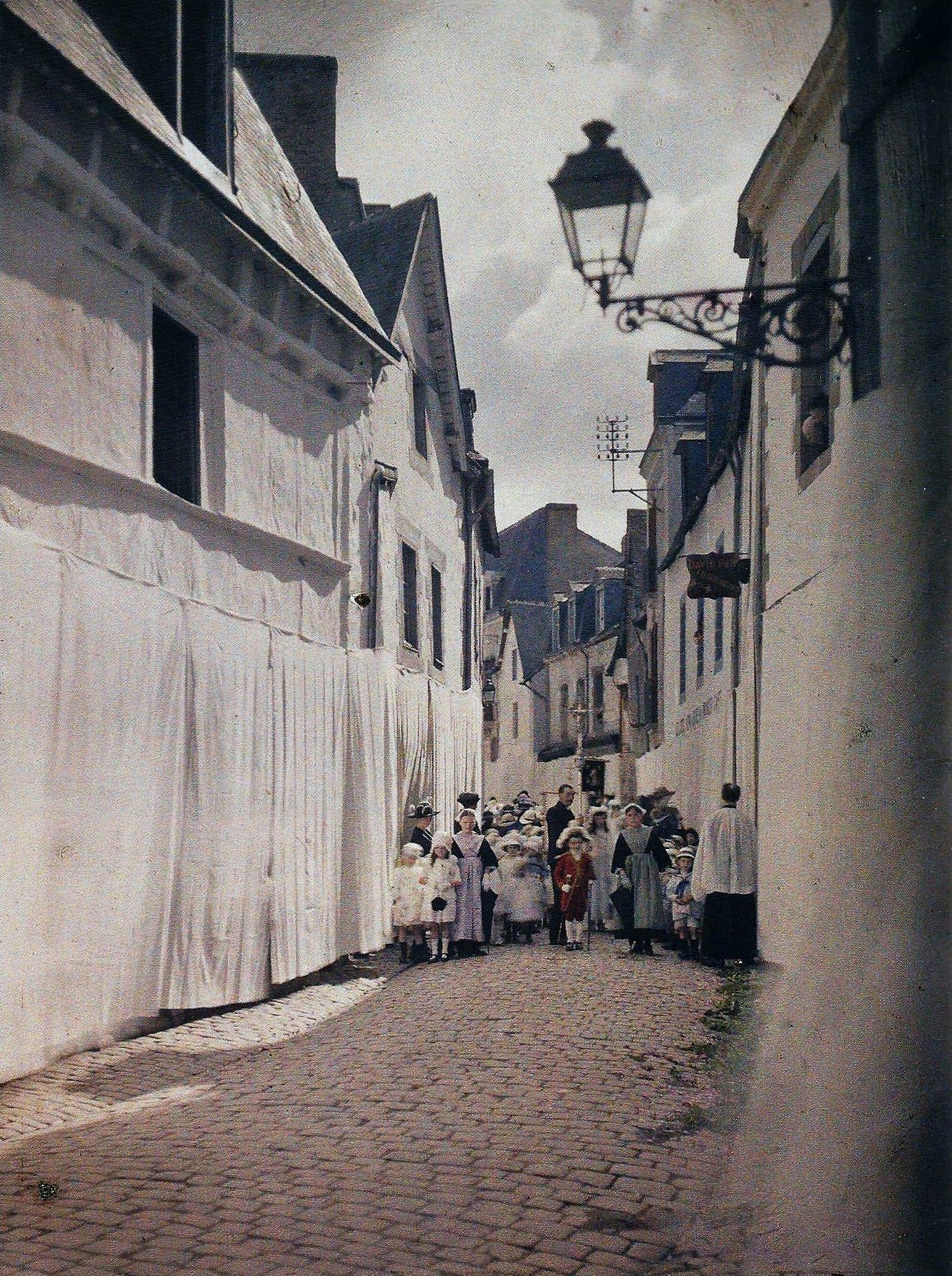
Albert Kahn, La procession de la Fête-Dieu à Auray le 13 juin 1920.
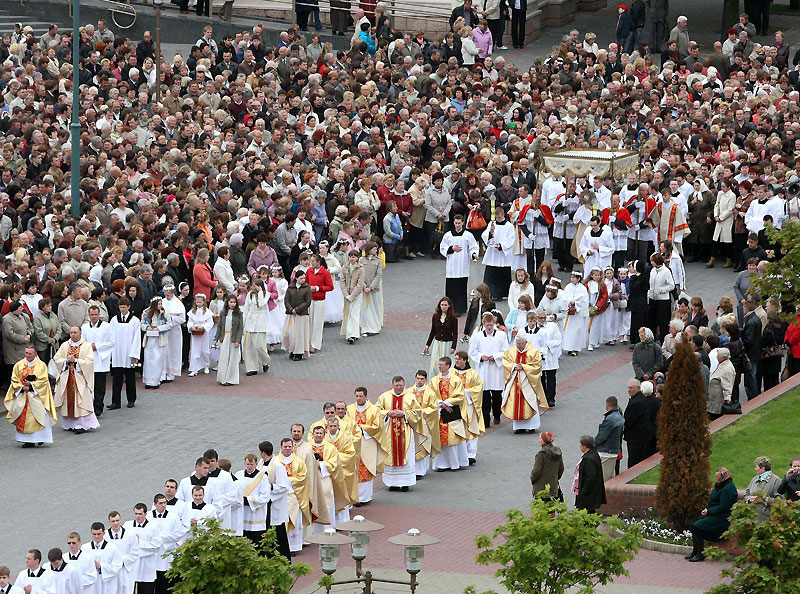
Procession de la Fête-Dieu en Biélorussie en 2011.
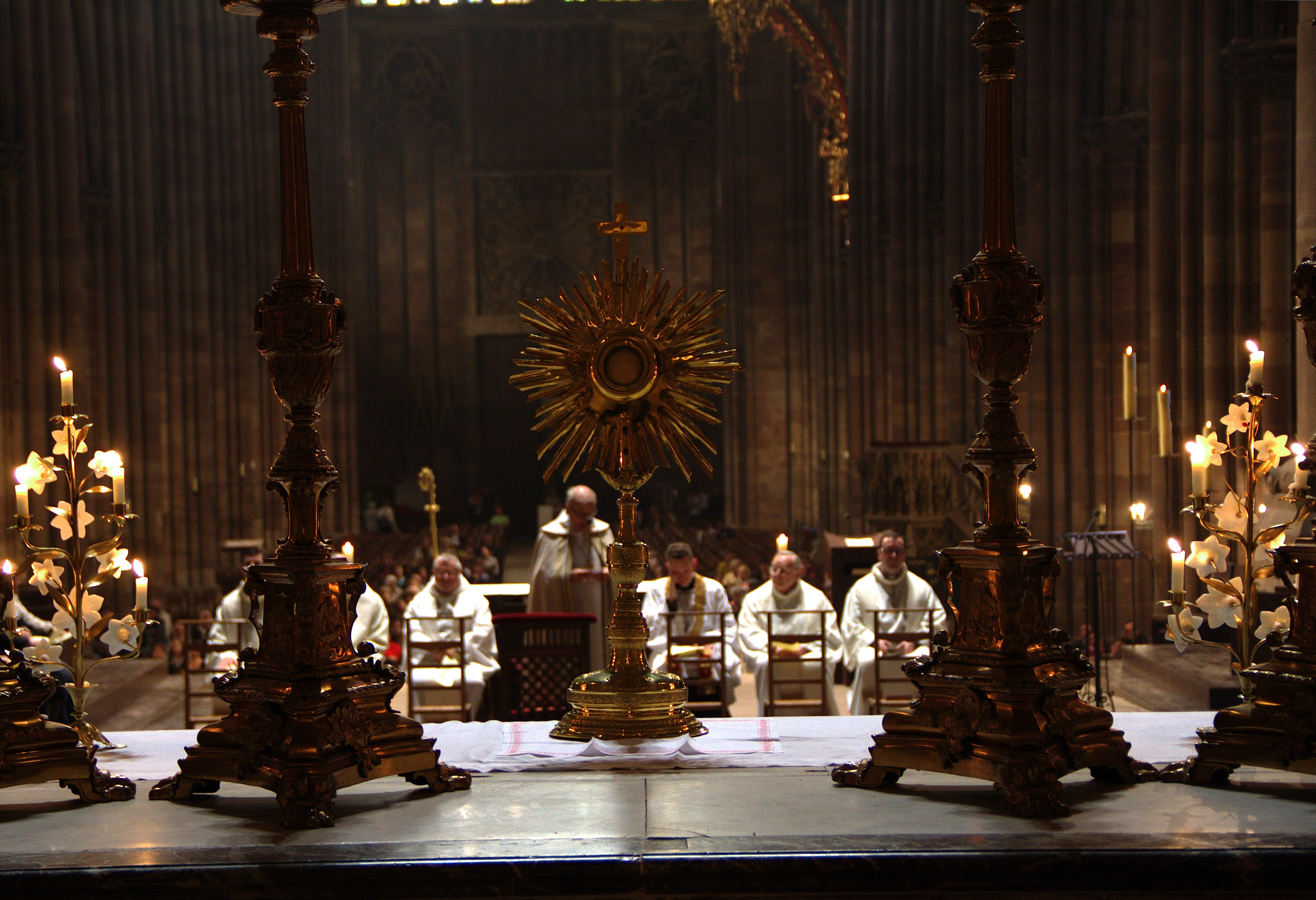
Exposition du Saint-Sacrement à la cathédrale Notre-Dame de Strasbourg  lors de la Fête-Dieu, le 2 juin 2013.
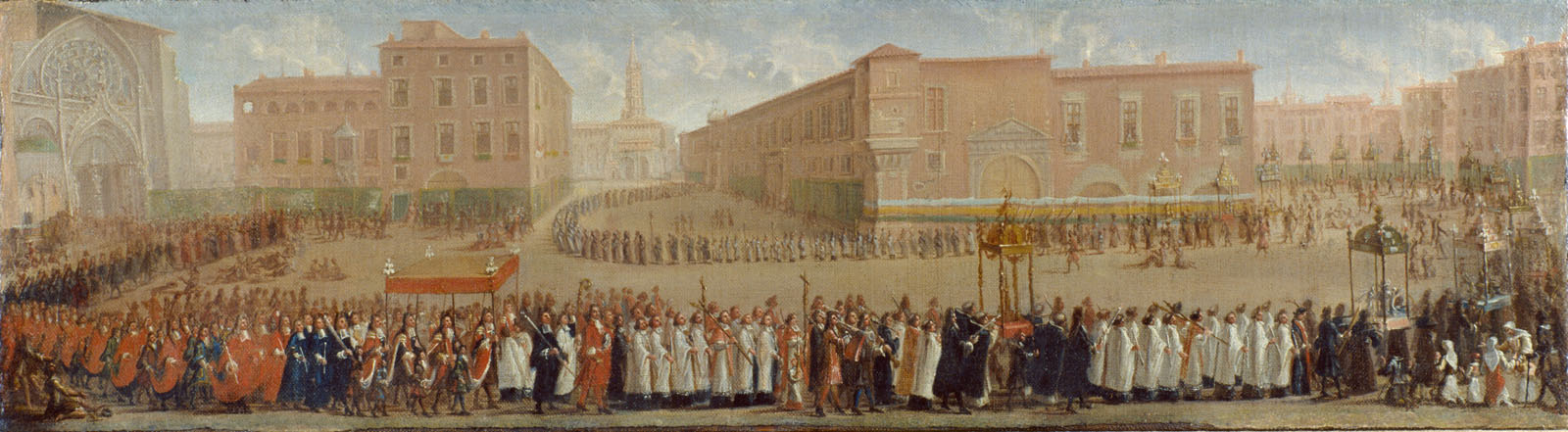
Jean II Michel, peintre officiel des capitouls, La Procession des Corps Saints sortant de la cathédrale Saint-Étienne, 1700, musée des Augustins, Toulouse.
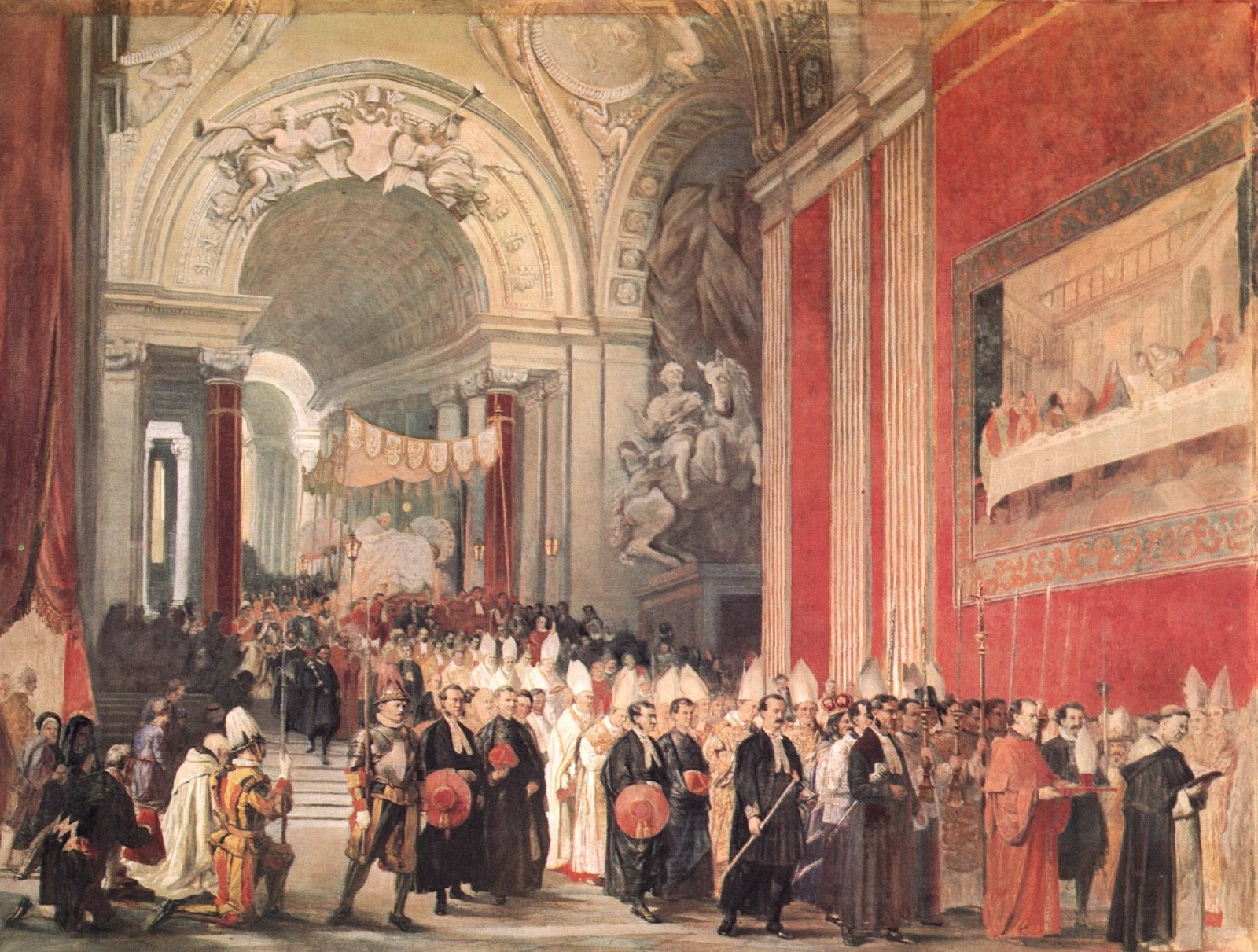
Ferdinando Cavalleri, La Procession du Corpus Christi au Vatican avec le pape Grégoire XVI, v. 1840.
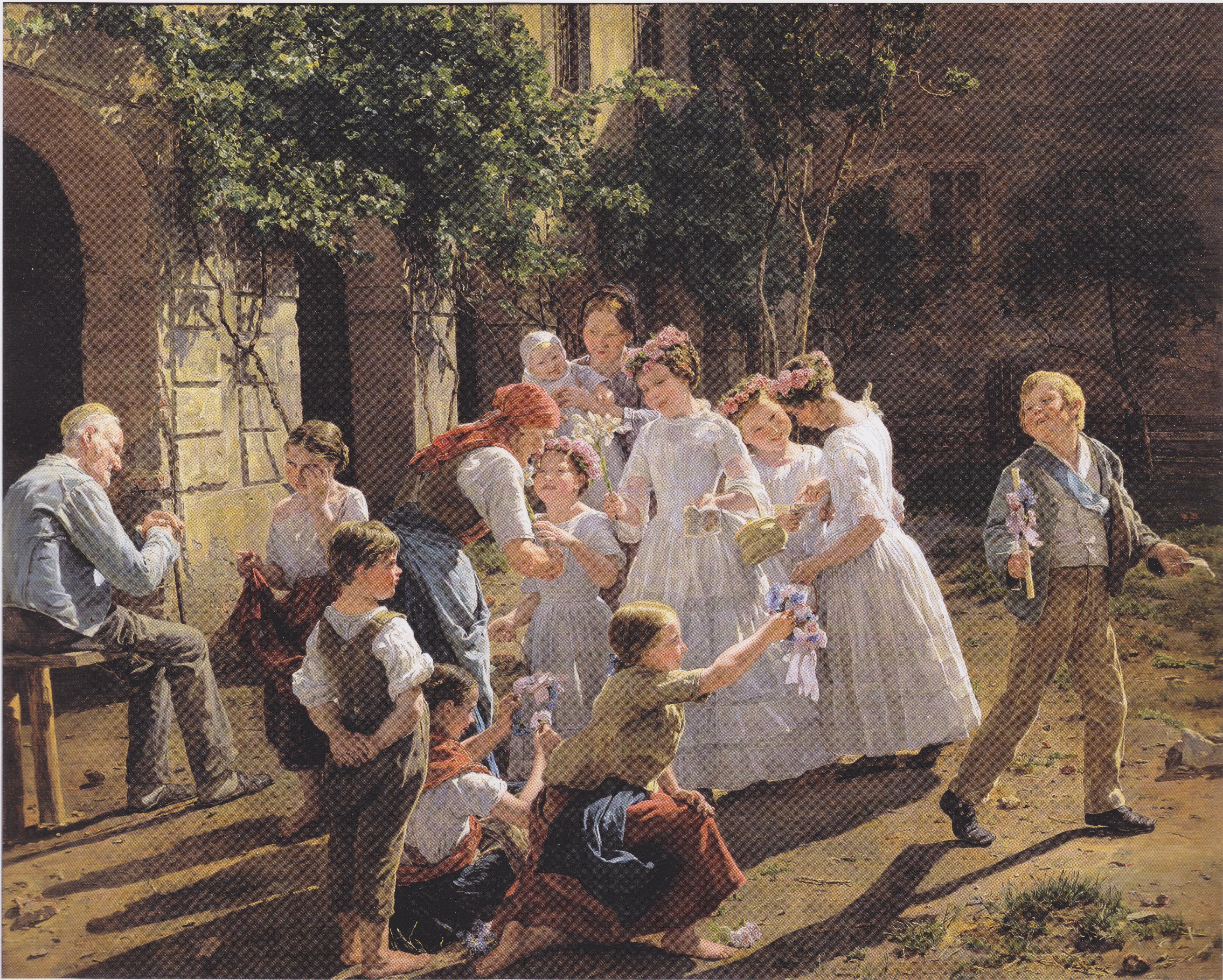
Ferdinand Georg Waldmüller, Le Matin de la Fête-Dieu, 1857, musée du Belvédère.
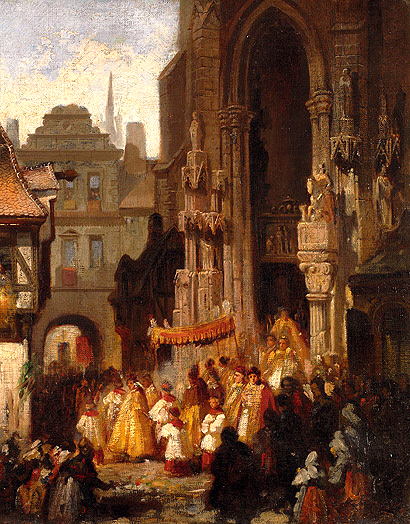
Carl Emil Doepler, Fronleichnamsprozession, v. 1860.
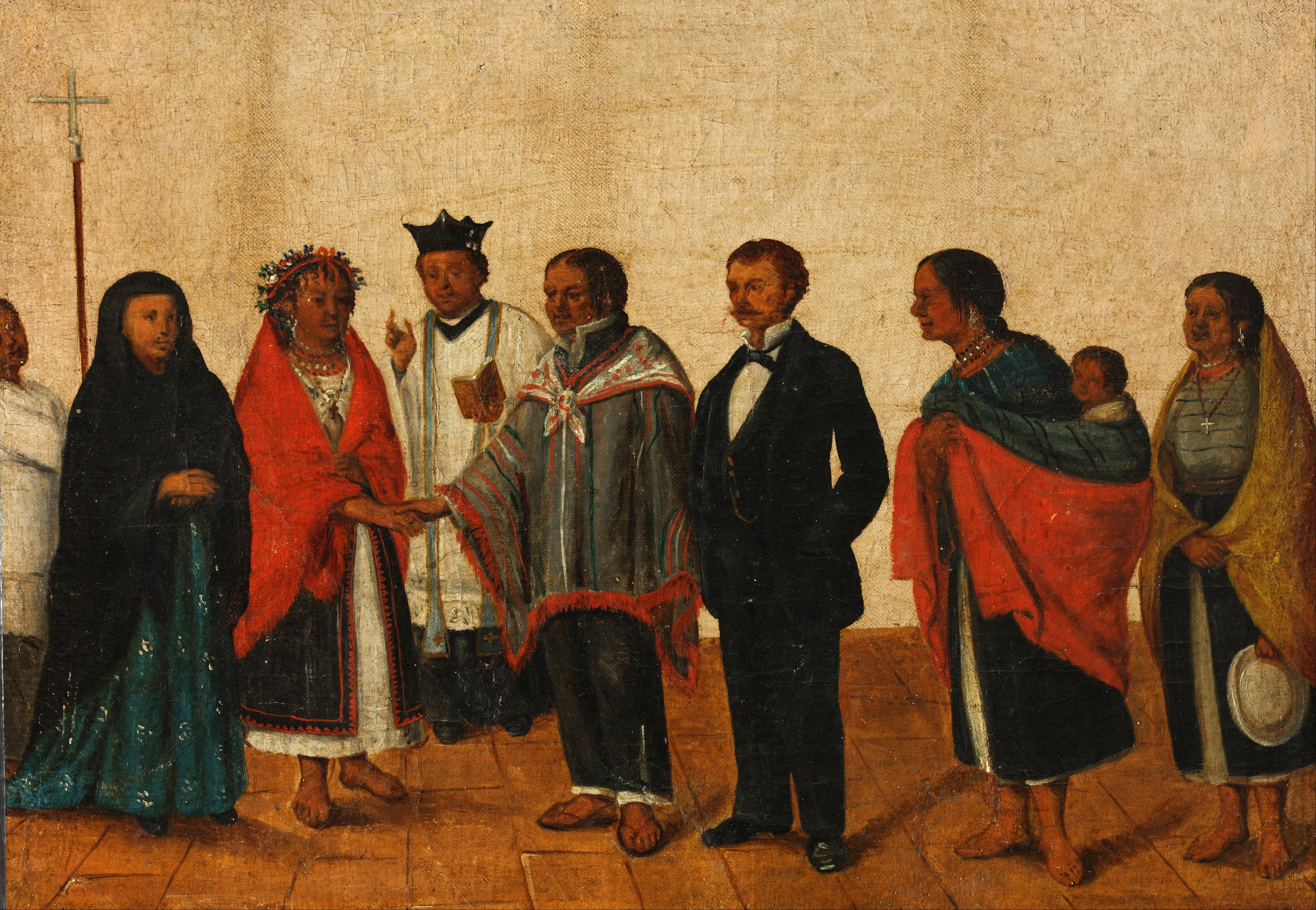
La procession du Corpus Christi à Lima, peinture anonyme v. 1860, musée d'Art de Lima.